# Distrito de Arma
El distrito de Arma es uno de los trece que conforman la provincia de Castrovirreyna ubicada en el departamento de Huancavelica, en el Perú.
Su capital, la villa de Arma fue fundada por el visitador oficial Mariano Cuenca de Mendoza el 8 de mayo de 1576, cuatro años después de la fundación de la Villa Rica de Oropesa por orden expresa del virrey don Francisco de Toledo, hijo del segundo conde de Oropesa. En el solemne acto de la fundación se entronizó a la Inmaculada Concepción como patrona del pueblo.

## Toponimia
Varias son las versiones sobre el origen etimológico del nombre Arma. Las tradiciones hoy bastante difundidas, señalan que al habitante antiguo de Arma se le llamaba "qoroncho".
Según la tradición, llegaron de otras tierras grupos numerosos, mejor armados y con mayor cualidades organizativas que los naturales, con los cuales se enfrentaron en luchas y no pudieron someter con facilidad. Estos hombres poderosos mandaron cortarles las orejas y así señalarlos como los armawallusqakuna. De allí vendría la denominación armawallus, que quiere decir "hombre desorejado", "hombre con orejas cortas" u "hombres con orejas señaladas".
Los armawallu durante su historia recibieron diversas influencias culturales tanto de la Costa como de la Sierra con el surgimiento de los Incas, particularmente durante los reinados de Túpac Yupanqui y Pachacútec, quienes lograron someterlos siempre respetando sus normas.

## Historia
El distrito de Arma es uno de los pueblos más antiguos y extensos del norte de Castrovirreyna. A lo largo de la historia Arma fue fundada tres veces. La primera acontece cuando los primeros grupos humanos denominados armawallus se establecieron en el lugar denominado Ñaupallacta, pueblo ubicado cerca de la fortaleza y templo pre-incaico de Taksawillka (hoy, Tunsuvilca). La segunda fundación incaica se realizó aproximadamente entre los años 1250 al 1270 d. C., ubicándose en el sitio del actual pueblo de Arma, donde se construyó el templo de sacrificio y adoración. Su tercera fundación, la española, data del 8 de mayo de 1576 cuando el visitador oficial Mariano Cuenca de Mendoza, por orden del virrey Toledo, la fundó con el nombre de “Villa de Arma”, después de haber fundado la ciudad de Huancavelica con el nombre de “Villa Rica de Oropesa”. La cruz blanca de piedra ubicada en el atrio del pueblo es la que representa a la cruz de madera usada al momento de la fundación española. En aquella época fueron entronizados como patrones del pueblo, la Virgen de la Inmaculada Concepción y San Miguel Arcángel, cuyo aniversario se celebra el 8 de diciembre de cada año.
Más tarde, durante la época de la emancipación, fue elevada por Ley N.º 054 del 24 de octubre de 1823 a categoría de distrito, por haber participado activamente en la lucha por la Independencia peruana. Del mismo modo, por Ley N.º 8424 del 20 de octubre de 1893 se ratificó el rango, categoría y título de “Villa de Arma” durante el gobierno del presidente Remigio Morales Bermúdez, en mérito a los servicios prestados a la nación durante la guerra con Chile.
En la actualidad, el distrito de Arma conserva sus tradiciones siendo el primer distrito del Norte de Castrovirreyna dado a su extensión, población y producción agrícola y minera.
Fuentes:
Monografía del Distrito de villa de Arma U.N.M.S.
Dra. Ysabel Gálvez Astorayme 1963
Obra en edición “Naturaleza. Vida e historia de Villa de Arma”
Del Dr. Victor Bonifacio Mendoza Palomino

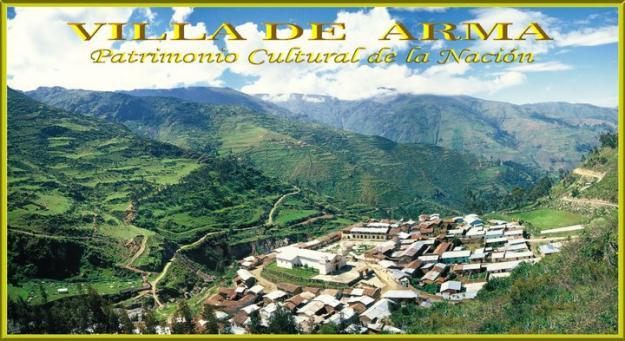
La villa de Arma.

## Geografía

### Ubicación
El distrito de Arma se ubica en la provincia de Castrovirreyna, en su parte noroeste, dentro del departamento de Huancavelica. Su capital Villa de Arma se ubica a 3,180 m s. n. m., sobre la margen derecha del río Arma, uno de los afluentes del río San Juan. El distrito de Arma está situado en la parte suroeste de la región Huancavelica, 13°7′36″S 75°32′30″O / -13.12667, -75.54167.

### Superficie
El distrito de Arma tiene una extensión de 304.85 km², que representa el 7.7% de la superficie provincial y el 1.4% de la superficie regional. Su altitud fluctúa desde los 1 680 m s. n. m. hasta los 4 400 m s. n. m. En el distrito se ubican diferentes pisos altitudinales, con diversos caracteres morfológicos, climáticos y biogeográficos : Yunga (entre 500 a 2500 m s. n. m.), Quechua (entre 2500 a 3500 m s. n. m.), Suni (entre 3500 a 4100 m s. n. m.) y Puna (entre 4100 a 4400 m s. n. m.).

### Clima

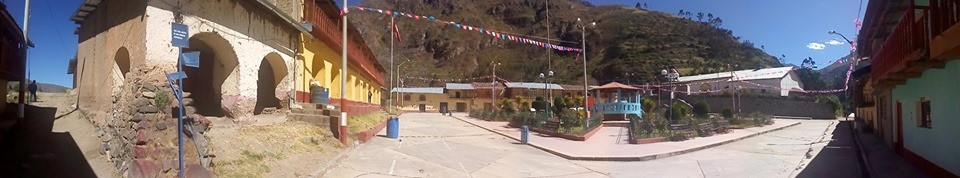
Plaza de Armas Villa de Arma 360° en Castrovirreyna, Huancavelica, 08/06/2019

El distrito de Arma, debido a los diversos pisos ecológicos cuenta con una diversidad de clima y temperaturas, en las partes bajas hasta 2000 m s. n. m. el clima es semicalido, con una influencia del desierto de la costa peruana, con lluvias escasas en el verano y una temperatura promedio de 20 °C. Las áreas hasta 3000 m s. n. m. Se caracterizan por un clima templado, moderado lluvioso, con inviernos secos y con temperatura promedio de 15 °C, en las áreas a partir de los 4 000 m s. n. m. el clima es frío y seco, con una temperatura promedio de 5 °C que alcanza cifras menores entre junio y agosto. De noviembre a abril, las nevadas y granizadas son estacionales. Con incremento de las lluvias que adquieren intensidad. Las heladas se presentan de mayo a julio.

### Hidrografía
Su territorio está conformado por dos cuencas: La del Río San Juan, donde se ubican los Anexos de Cacrillo y Lucma y, en la cuenca del Río Arma, se encuentran los demás anexos, barrios y la capital del distrito, la villa de Arma.

### Límites
El distrito de Arma limita:
| Noroeste:                   | Norte: Distrito de Aurahuá                              | Noreste:                          |
| Oeste: Distrito de Tantará. |                                                         | Este: Distrito de Castrovirreyna. |
| Suroeste                    | Sur: Distritos de Huachos y San Juan de Castrovirreyna. | Sureste:                          |

### Acceso
Por su ubicación geográfica, el distrito de Arma se encuentra articulado a la costa mediante una trocha carrozable que empieza en la ciudad de Chincha y se extiende por 110 km. hasta la capital del distrito. El viaje demora entre tres y cinco horas. Esta vía continúa a los distritos de Aurahuá y Chupamarca. En el km. 120, paraje de Chacalla, existe una desviación que conduce a la ciudad de Huancavelica y que es la de carretera de 300 km que une Chincha con
Huancavelica. De Huancavelica a Villa de Arma hay 147 km.

### Centros poblados
Caseríos
| - Acarapata - Aco - Acocha - Añancoy ¨*Shipta ¨*Yupana ¨*Sheco¨ - Antamarca - Arapa - Atayoc - Buena Vista - Cacachacan - Casa Blanca - Casacancha - Cerro Azul - Chatarranra - Chiquiao | - Chittia - Condoray - Cruzpata - Escalera - Gerrana - Huancacancha - Huayao - Huaychaupata - Huayhuacuri - Huinchullay - Huayllapuquio - Ispali - Joyo - Linda Blanca - Llacsaparco - Marcopampa | - Mejorada - Misamarca - Molienda - Murcuto - Nawis - Palca - Pamparco - Pucará Chico - Pucará Grande - Quiscapata - Quishuarpata - Ranracancha - Salvid - Santa Rosa - Taquina - Tarapucro - Tinco - Zañulla |

Anexos
- Cotas , altitud : 2850 m.s.n.m.
- Dorita
- Huinchullay
- Muchabamba
- Totora
- Yuraccancha

## Demografía

### Migración
Se registra una constante emigración de su población debido a causas económicas y sociales de la familia, y por motivo de estudios. De las familias que radican en la zona, el 32.2% de su población ha emigrado de manera temporal o permanente. De la población que emigró por siempre, el 14.6% justificó esta opción por el factor de la violencia política que asoló al distrito. De la población emigrante del distrito de Arma, un 48,7% se traslada a la ciudad de Lima, el 29,2% a la ciudad de Chincha y el 12,1% prefiere trasladarse a las ciudades de Ica, Cañete y Pisco. Un 10,0% se traslada dentro de la región Huancavelica, hacia centros poblados de la parte alta como Callanca, Yuraccancha y Totora.

### Idiomas
Hablan castellano es el 48,2%, un 51,5% son bilingües y un 0,3% hablan sólo la lengua nativa. La población alterna el quechua y el castellano.

### Religión

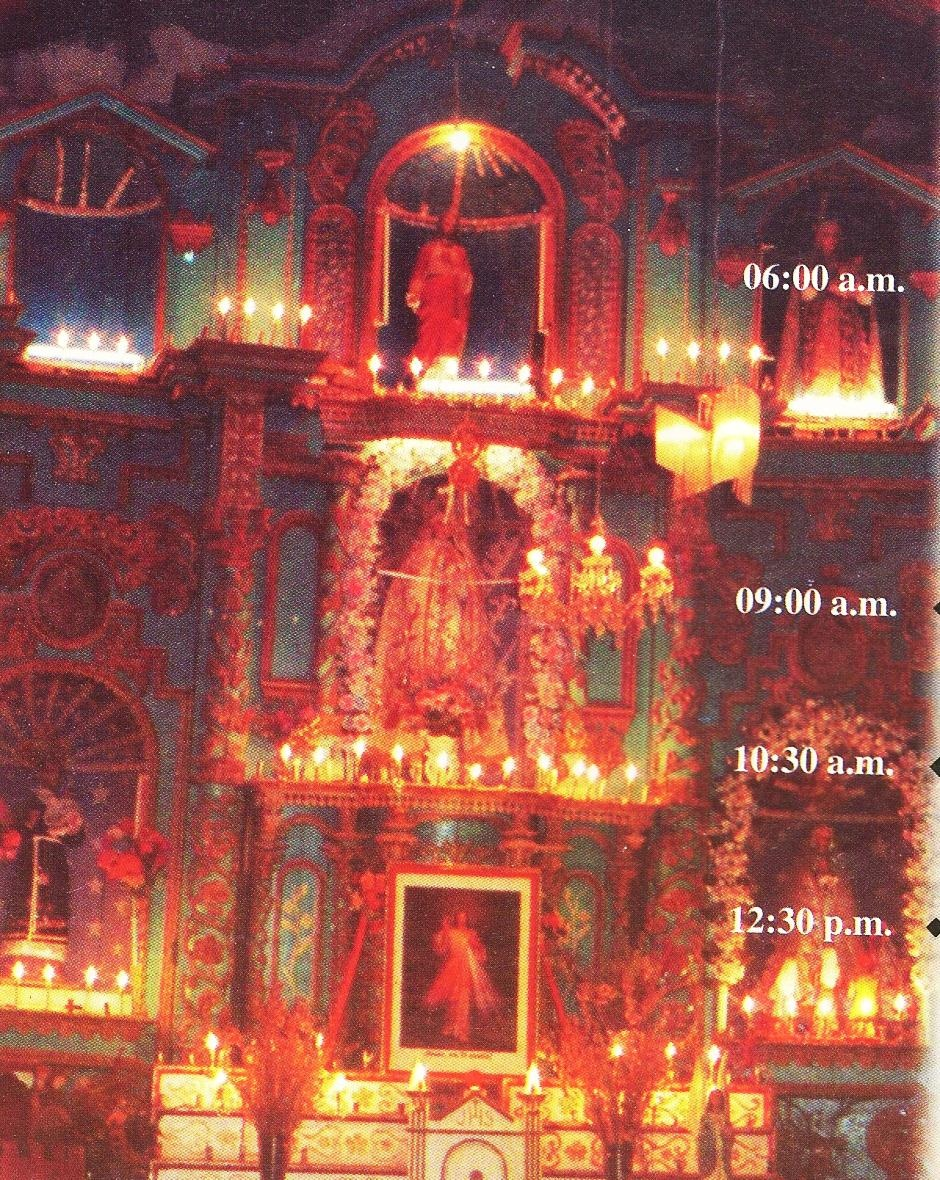
Interior de la iglesia católica de San Miguel Arcángel, villa de Arma.

Según el censo de 2007 el 93.35% de la población es católica, el 6,29% acude a alguna iglesia evangélica, 0,8% no se considera parte de ninguna religión, mientras que el 0,8% restante profesa alguna otra creencia. En el caso de los católicos, están representados por la diócesis de Huancavelica cuyo obispo es Isidro Barrio Barrio (2005 - ).

## Economía

### Actividades económicas
Las actividades más importantes que se realizan en la zona de intervención; la agricultura y la ganadería, la población se dedica a la actividad comercial en menor escala. Siendo por lo tanto la actividad agropecuaria la más importante.

#### Agricultura
Es una de las principales actividades de la familia en el distrito, la superficie agrícola y no agrícola esta en 19259.42 has, que representa el 9.6% de la provincia de Castrovirreyna. El 6.7% (1295.42 has) de la superficie del suelo son tierras agrícolas de las cuales el 71% esta condición de riego y el 29% esta en secano. El 93.3% del suelo son tierras no agrícolas. Los principales cultivos desarrollados en el distrito son: Papa, arveja trigo, cebada, maíz, entre otros. Los rendimientos de estos cultivos varían entre parcelas y campañas, dependen de las condiciones climáticas, suelo, tecnología empleada, capacidad financiera y asistencia técnica.
Entre los granos cultivados de mayor importancia se encuentran en el maíz amiláceo y la cebada en grano que representa el área cosechada en el distrito con una producción de 339 TM, la productividad se representa por el rendimiento por hectárea que es de 1,26 TM, en ambos productos.Entre las frutas cultivadas la más importante es la tuna, el plátano, la papaya que se cosecha en las partes cálidas del distrito. La papa con sus variedades es el principal tubérculo en el distrito con un área de cosecha que en la provincia representa el 7.0%, su producción es 651 TM y su productividad representa en rendimiento por hectárea es 8.68 TM.

#### Actividad pecuaria
La crianza de animales mayores y menores son 39 345 cabezas que representan el 11,7% de la provincia de Castrovirreyna. El ganado ovino, vacuno y los camélidos sudamericanos representan el 75 % de la población total, y en los animales menores las aves representan el 9,4%. Los ovinos constituyen la mayoría de la población pecuaria (16 490). El distrito cuenta con una población significativa de alpacas y llamas: 4 150 y 3 495, respectivamente. También con una importante población de vicuñas: 639 cabezas.

### Empleo
En 2009 la PEA distrital está integrada por 1 334 personas, con mayoría femenina (713 mujeres contra 621 hombres) y rural (1 069 personas en el ámbito rural contra 265 del ámbito urbano). En el distrito de Arma, la PEA se dedica mayoritariamente a la actividad agropecuaria, siendo muy pocas las personas que se dedican a las actividades de transformación y de servicio. El papel de la mujer se destaca por su participación activa en las labores agropecuarias de la familia.

## Educación

### Acceso y cobertura

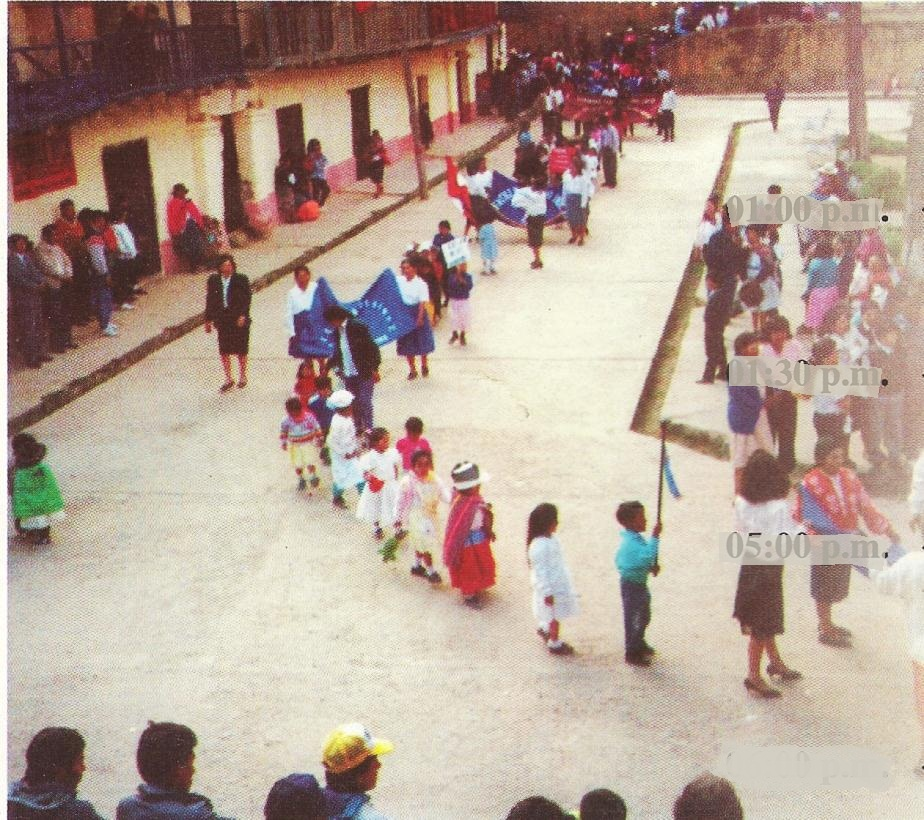
Desfile escolar en la villa de Arma.

Arma cuenta con servicios educativos en los niveles de pronoei, inicial, primaria, secundaria y un centro educativo ocupacional (CETPRO). En 2009, la población en edad escolar del distrito –de 3 años a más– es de 1 429. Está distribuida en los diferentes niveles de la siguiente manera: 266 sin ningún nivel, 33 en educación inicial, 675 en primaria, 369 en secundaria, 26 con superior no universitaria incompleta, 34 con superior no universitaria completa, 8 con estudios universitarios incompletos, 18 con estudios universitarios completos. De la población en edad escolar: 39% son hombres y 61% mujeres. 18% son de condición urbana y 82% de condición rural.

### Infraestructura educativa
Presenta el nivel pronoei cinco locales, cada uno con su respectiva aula. Algunos locales son propios, otros alquilados o cedidos voluntariamente. No cuentan con los servicios básicos.
En el nivel inicial, los 33 alumnos son atendidos en seis I.E.: la N.º 311 de Gerrana, N.º 323 de Casacancha, N.º 324 de Buenos Aires, N.º 362 de la villa de Arma, N.º 374 de Huinchullay y la N.º 311 de Zañulla. De las seis, la mejor equipada y que cuenta con servicios básicos completos es la I.E. de la villa de Arma. En el nivel primario se cuenta con 13 centros educativos (Cotas, Villa de Arma, Callanca, Totora, Cacrillo, Buenos Aires, Casacancha, Viscani, Zañulla, Lucma, Huayao, Yuraccancha, Palca) y 33 aulas para 675 estudiantes. Sus aulas, equipamiento e implementación son mayormente aceptables. La I.E. de la villa de Arma es la única que cuenta con los tres servicios básicos. Los centros educativos de Casacancha y Bizcán tienen servicios de agua y luz; el resto de las instituciones educativas de primaria no disponen de ningún tipo de servicio. En el nivel secundario, existen dos IE: San Miguel en Villa de Arma y la de Cotas, que tienen un promedio de 15 aulas para atender a 369 estudiantes. En febrero de 2004, el Gobierno Regional de Huancavelica construyó cinco ambientes destinados a aulas, laboratorios, biblioteca y un servicio higiénico para la I.E. de San Miguel en la villa de Arma. La I.E. del nivel secundario de Cotas requiere la ampliación del servicio de agua y desagüe. En el distrito de Arma laboran 49 docentes: cuatro para pronoi; cinco para inicial; 28 para primaria; 13 para secundaria y dos para el CETPRO. En Cotas y la villa de Arma se encuentra el mayor número de docentes.

#### Instituciones educativas de nivel primario
| N.º | Centro educativo | Lugar         |
| --- | ---------------- | ------------- |
| 01  | 22050            | Cotas         |
| 02  | 22051            | Villa de Arma |
| 03  | 22065            | Callanca      |
| 04  | 22120            | Totora        |
| 05  | 22132            | Cacrillo      |
| 06  | 22144            | Buenos Aires  |
| 07  | 22145            | Casacancha    |
| 08  | 22147            | Vizcani       |
| 09  | 22148            | Zañulla       |
| 10  | 22547            | Lucma         |
| 11  | 22587            | Huayao        |
| 12  | 22594            | Yuracccancha  |
| 13  | 22625            | Palca         |

#### Instituciones educativas de nivel secundario
- Centro educativo	Lugar
- Mixto de San Miguel	 Villa de Arma
- -	 Cotas
- CEGEMON	 Cotas

## Salud
La salud está estrechamente relacionada con la calidad alimentaria. En el distrito de Arma los tres principales tipos de patologías con alta incidencia son las infecciones respiratorias agudas (IRAS), las enfermedades infecciosas y las digestivas, que afectan especialmente a la población menor de 15 años la cual constituye el grupo humano de mayor riesgo. Las mujeres en edad fértil están expuestas a los riesgos que conlleva la gestación, el parto y la vida reproductiva.
El trabajo del sector se enfoca en la prevención, con la finalidad de disminuir riesgos y consecuencias, dejando el trabajo asistencial. El servicio de salud en el distrito de Arma cuenta con infraestructura y equipamiento pero tiene una mínima participación de la población debido a una comunicación débil existente entre los servicios de salud y la población y el desinterés percibido en los padres de familia que acuden cuando están al límite del deterioro de su salud, en algunos casos por razones culturales (prefieren el uso de medicina tradicional) y por falta de recursos económicos.

### Infraestructura sanitaria
El distrito de Arma cuenta con un puesto de salud en el anexo de Cotas y un centro de salud ubicado en la villa de Arma.
El puesto de salud de Cotas, creado en 1998, cuenta con un solo técnico en condición de contratado y con cuatro ambientes que son insuficientes para la atención. Se requiere ampliación y mejoramiento de la infraestructura por encontrarse en malas condiciones. Se hace imprescindible implementar a este puesto de salud con medicamentos, material quirúrgico y personal especializado. Ambos centros de salud cuentan con comunicación por radio.
La cobertura del servicio de salud en algún tipo de seguro llega al 40.9% de la población (616 personas) repartidas en las siguientes modalidades: Seguro Integral de Salud: (493 personas), Essalud (104 personas), y 19 en otro tipo de seguros. Las restantes 889 personas (59,1%) no tienen ningún tipo de seguro de salud. Del total de varones del distrito, sólo 312 (44%) tienen algún tipo de seguro de salud y 384 (56%) no tienen ninguno. En el caso de las mujeres, el 38% (304 mujeres) tiene algún tipo de seguro salud y el 76% (495) de las mujeres no lo tiene.
Del total de la población urbana, el 53% posee algún tipo de seguro de salud y el 47% no posee ninguno. Del total de la población rural, solo el 38% posee algún tipo de seguro de salud, mientras que el 62% no posee ninguno.

## Vivienda y servicios
Según el INEI: Censos Nacionales 2007: XI de población y VI de Viviendas, existen 1,294 viviendas, de las cuales, 1 187 están ocupadas y 187 desocupadas. De las 1 294 viviendas, 263 se encuentran en el área urbana y 1 031 en el área rural.

### Agua
No cuenta con el servicio de agua potable. En la capital de distrito (Villa de Arma), el servicio de agua para el consumo humano se efectúa mediante agua entubada, que además presenta deficiencia en la línea de conducción desde la fuente al reservorio y en el tratamiento para su potabilización. El tendido superficial y la captación descubierta origina la contaminación del agua. De las familias que viven en Villa de Arma, Cotas y Casacancha, el 75% cuenta con el servicio de agua entubada en sus hogares y el 25% restante no cuenta con dicho servicio debido a la lejanía, lo que dificulta su instalación a la red. Los centros poblados de Santa Rosa, Viscani, San Juan de Cacrillo y Gerrana cuentan con el servicio de agua entubada a manera de piletas públicas. Los poblados de Bellavista, Buenos Aires, Huayao, Totora, Callanca y Yuraccancha no cuentan con servicio de abastecimiento de agua en ninguna modalidad. La obtiene de los ríos, riachuelos, acequias, puquiales y mediante otras formas.

### Desagüe
La red de desagüe está instalada sólo en la villa de Arma, la cual dispone de una poza de oxidación. En la gestión municipal de 2003–2006 se realizó el tendido del sistema de desagüe en la villa de Arma, llegándose a realizar las conexiones hasta la puerta de los hogares en un 100%. De las 65 familias asentadas en la capital de distrito, unas 10 aún no han realizado su instalación. Arma también dispone de servicios higiénicos públicos en la capital de distrito.

### Electricidad
Cuenta con instalaciones eléctricas de las redes primaria y secundaria. La capital de distrito y los centros poblados de Cotas, Casacancha, Viscani, Gerrana y San Juan de Cacrillo poseen este servicio. Del total de familias del distrito, un 74,2% tiene electricidad en sus hogares. La limitación para la instalación del servicio eléctrico en el resto de las familias se debe a la ubicación distante y dispersa de las viviendas. La totalidad de las viviendas en la villa de Arma cuenta con el servicio de luz domiciliaria y alumbrado público. El costo promedio de pago mensual por este servicio es S/. 25,00 nuevos soles. El mantenimiento del servicio y su administración se realiza desde la ciudad de Chincha.

## Transporte y vialidades
La vía conecta Huancavelica con Chincha recorre el distrito de Arma en un total de 55,5 km; desde el anexo de Palca hasta Villa de Arma en unos 24,2 km. Del paraje de Chacalla se desprenden dos vías: una a Huancavelica y otra que se dirige al distrito de Aurahua, (3,2 km). La vía al centro poblado de San Juan de Cacrillo (4,7 km) empieza en el anexo de Palca, mientras el desvío a Cotas (3,8 km) se encuentra en el centro poblado de Huayao. Los medios de transporte más frecuentes son los camiones llamados “mixtos”, acondicionados para el transporte de pasajeros (10 a 15 personas en la cabina) y carga. Su recorrido (de Chincha a Villa de Arma) lo realizan en un viaje de cinco a seis horas. La salida de Chincha es a las 02:00 p. m., y de Villa de Arma en promedio a las 11:00 a. m. Los transportistas que se dirigen a los distritos del norte de Castrovirreyna se encuentran agrupados en “EtturCastro” y “Unión Andina” Empresa de Transporte Turismo Castrovirreyna, que cuenta con un paradero en las afueras de la ciudad de Chincha. En cuanto a la red de caminos de herradura, existen en un promedio de 45,5 km, y constituyen el medio más usado por la población hacia los caseríos y anexos del distrito. Se encuentran en constante deterioro y no tienen un mantenimiento adecuado.
El distrito de Arma se encuentra articulado a la costa por una trocha carrozable que empieza en la ciudad de Chincha y que cuenta con 110 km hasta la capital de distrito, en un viaje que se realiza entre 5 y 6 horas. Esta vía continúa pasando por los distritos de Aurahua y Chupamarca. En el km120, existe una desviación que conduce a la ciudad de Huancavelica, esta vía es parte del proyecto de carretera que unirá a Huancavelica con Chincha por una ruta de 300 km y que pasara por el distrito de arma.
El acceso a los centros poblados, anexos y caseríos del distrito de Arma no cuentan con una trocha carrozable lo que hace que el distrito de Arma se encuentra aislada de sus anexos donde el anexo más lejano se camina por herradura por un tiempo de 12 horas.
Cuenta con un teléfono gilat el mismo distrito que es el único medio de comunicación que cuenta el distrito de Arma.

## Seguridad
En el distrito de Arma la única institución establecida es la Policía Nacional. Provías además de otras instituciones realizan las coordinaciones desde los distritos vecinos ya que no se encuentran establecidas en el distrito. El puesto policial de Arma se instaló el 6 de julio de 2002 después de su repliegue en el año 1985, debido al incremento de la violencia social y política en la zona. Cuenta con siete efectivos y su principal labor está enfocado a la atención de denuncias por violencia familiar o abigeato, labor social, entre otros. Para estos fines recibe el apoyo de las juntas vecinales.

## Autoridades

### Municipales
- 2019 - 2022[3]
  - Alcalde: José Aland Canales Abregu, del Movimiento Independiente Trabajando para Todos.
  - Regidores:

  1. Julia Gálvez Flores (Movimiento Independiente Trabajando para Todos)
  2. Fernando Motta Palomino (Movimiento Independiente Trabajando para Todos)
  3. Sabino Donato Gonzáles Gonzáles (Movimiento Independiente Trabajando para Todos)
  4. Teobaldo Quispe Machuca (Movimiento Independiente Trabajando para Todos)
  5. Andrés Apolonio Mansilla Auris (Movimiento Regional Ayni)

Alcaldes anteriores
- 2015-2018:[4] Romer Saúl Astorayme Abregú (Movimiento Independiente Regional Unidos por Huancavelica).

## Patrimonio

### Arqueológico
En el distrito de Arma se encuentran vestigios arqueológicos desde la época inca y virreinal que constituyen su potencial turístico. De esta época (pre inca e inca)datan el adoratorio de Tunsuwillca, Kusicancha, Totora, Konkón, el conjunto arqueológico de Taurimarka. El cementerio inca en el paraje de Atún Paccha, y los andenes, canaletas y acueductos.

### Arquitectónico
De la época virreinal tenemos la Iglesia colonial en Villa de Arma, construida sobre una fortaleza inca; su Plaza de Armas, atrayente por sus balcones coloniales y portales; la Cruz de caliza y la Iglesia colonial de Cotas.
- Iglesia de San Miguel Arcángel

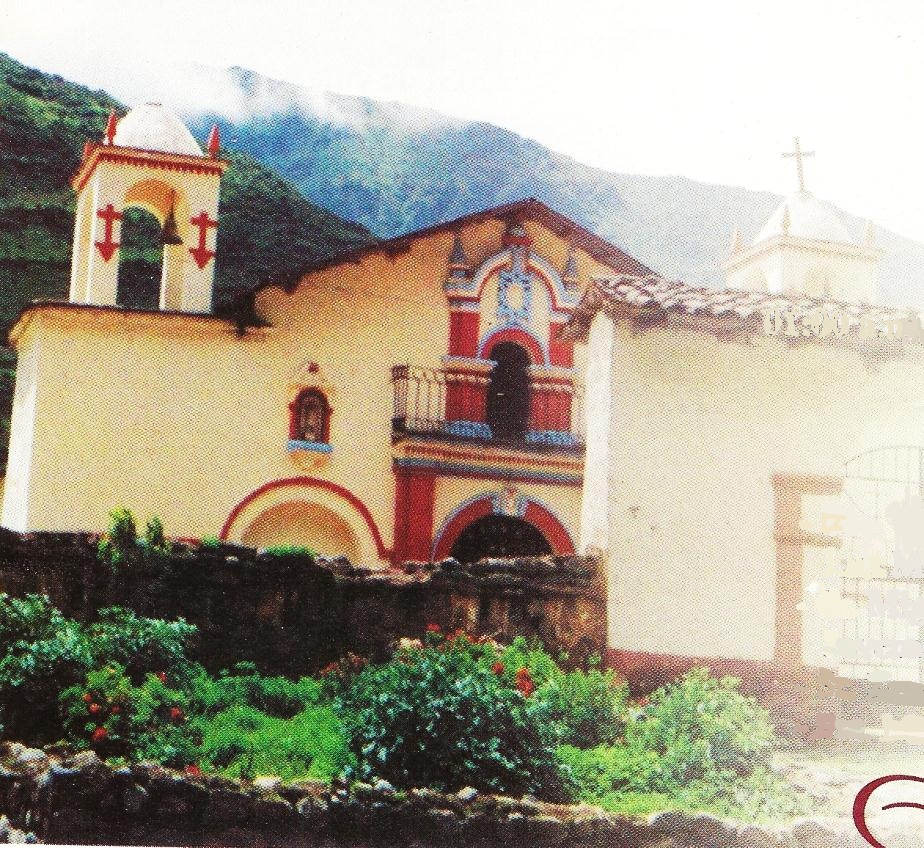
Iglesia de San Miguel Arcángel, villa de Arma.

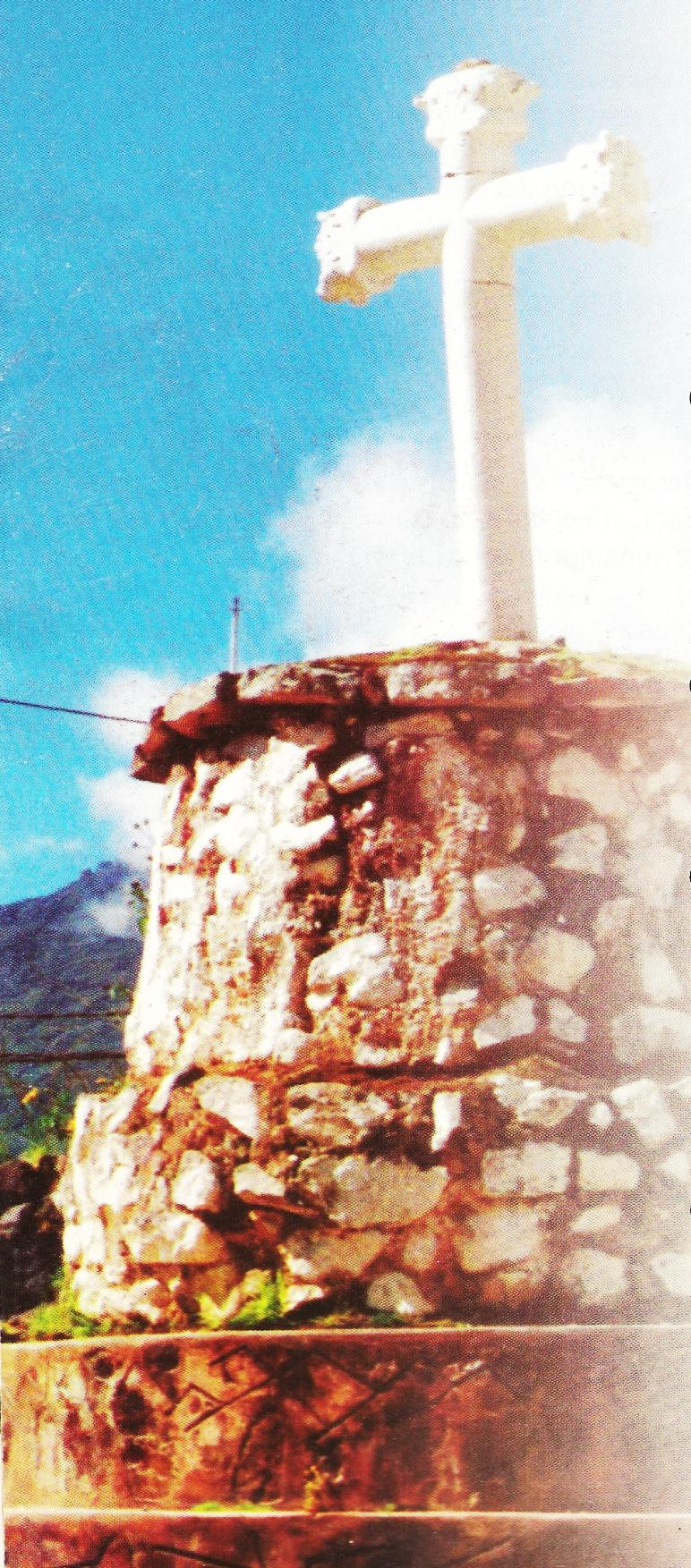
Cruz de Caliza, villa de Arma

La construcción de la Iglesia sobre un Templo incaico, confirma la antigüedad milenaria y estratégica del pueblo de Villa de Arma, remontándose sus fundaciones anteriores, a las épocas preincaico e incaico. La construcción del templo fue terminada en 1595, siete años antes de la conclusión y de la bendición de la primera Iglesia Católica (1602) construidos en la Rica Villa de Oropesa (Huancavelica).
El 12 de diciembre de 1596 en Ceremonia Solemne, de acuerdo a los rituales eclesiásticos, fue bendecida la Iglesia Matriz "San Miguel Arcángel" de Villa de Arma. En el ritual de bendición', se nombró Patrono y Protector del Nuevo Corregimiento y Cabeza de la Doctrina Católica de la zona a San Miguel Arcángel.
El templo es el, más grande de Huancavelica. En su interior se aprecian numerosos altares tallados en estilo barroco, especialmente el Altar Mayor, todos bañados en pan de oro. Se encuentran numerosas esculturas de santos, de excepcional belleza, destacando la efigie de la Inmaculada Concepción de la Virgen María, la Virgen de la Conquista, que fue llevado por los españoles para el acto de la fundación del pueblo-, San Miguel Arcángel, la Virgen del Carmen, la Virgen Dolorosa, Jesús Crucificado, Jesús Muerto, la Resurrección de Jesús y otros más.
El INC, de acuerdo a la Resolución Directorial Nacional N.º 281, del año 1999; declaró a la iglesia San Miguel de Arcángel, incluyendo su atrio y el ambiente urbano monumental de la plaza de Arma como patrimonio cultural de la nación.
Huancavelica	Castrovirreyna	 Arma		IGLESIA SAN MIGUEL ARCANGEL DE ARMA (incluyendo su atrio).					R.D.N. n.º 281-1999-INC	 22/06/1999
Huancavelica	Castrovirreyna	 Arma		PLAZA DE ARMAS.	 R.D.N. n.º 281-1999-INC	 22/06/1999

## Cultura
Las expresiones culturales tradicionales a través de creencias y costumbres relacionadas con sus actividades productivas y, en algunos casos, con sus formas de convivencia social. Estas manifestaciones se expresan en las diferentes festividades cívicas y religiosas que se realizan anualmente.
Las principales creencias y costumbres en el distrito son la fiesta del 27 de enero (fe para la lluvia), la herranza, el harawi (relacionado con la siembra), el waylash (relacionado con la cosecha), los negritos en Cotas, el apoke, wasi wasi, ramo de flores, pacha taqsay, wasichakuy, ayni, jalapa, wawa pampay, rimaykukuy, bautizo de las wawatantas, carnavales, entre otros.
Los principales platos y bebidas típicas del distrito son la pachamanca al estilo de Arma, la patasca, el qochayuyu, el chuñupasi, el ataqo (yuyu), el sakta (elaborado con papa seca), el charkikanka, las tortitas de Arma, los bizcochuelos, y el ponche armeño.

## Diáspora
El Centro Social Cultural Villa de Arma - Sede Lima, es una institución que reúne a la diáspora de Arma radicada en Lima. Fue fundado el 14 de marzo del año 1945.